# 天蠶變 (1990年遊戲)
《天蠶變》是日本金子製作所（KANEKO）開發的於1990年上市的街機遊戲。後來陸續推出續作至第4代，之後推出衍生系列作《天蠶變S》共3部。

## 系統
遊戲開始時背景的美女圖片會全被遮住，玩家透過控制游標來畫方塊。每畫出一個閉合的區塊，玩家便能佔取該塊地盤，而畫面會將玩家佔取地盤所在的圖片展現出來。當整塊遊戲地盤都被玩家佔取時，玩家即可通關，也能看到完整的圖片。每一關卡中，完成度逾80％过版，逾90％奖励一次機會，100％时可以保留该關卡的图片於相册內供予随时欣赏。